# Anna-Lisa Grundström
Anna-Lisa Grundström, född Gavelin den 31 december 1919 i Avaträsk, Lappland, död den 29 oktober 2011 i Åsele-Fredrika församling, var en svensk författare och konstnär.

## Biografi
Anna-Lisa Grundström föddes och växte upp på ett mindre jordbruk i Avaträsk i Dorotea kommun och tillbringade somrarna på en fäbod där hon fick hjälpa till att vakta djuren som gick på bete i skogen. Hennes uppväxt och de fattiga förhållanden som rådde har hon skildrat i sitt skrivande och sitt konstnärskap.
Hon gifte sig 1939 och fick fyra barn med kronojägare Levi Grundström. År 1944 flyttade de till den avsides belägna byn Berg i Bodums landskommun. Ensamheten gjorde att Anna-Lisa Grundström började studera teckning och målning per korrespondens. År 1961 studerade hon på Arbetarnas bildningsförbunds nystartade målarskola i Stockholm vilket blev inkörsport till hennes konstnärskap.
Grundström flyttade 1959 till Åsele där hon bodde till sin död. Första boken, Uppväxtåren i lappmarken på 20- och 30-talet, utgavs 1990 och fick sedan två uppföljare. Som konstnär arbetade hon bland annat i olja, akvarell och akryl och hon uppmärksammades för sina textila verk. År 2003 invigdes "Anna-Lisas kulturrum" i Avaträsk gamla skola, där man samlat originalbilder, akvareller och andra föremål hon skapat.

## Priser och stipendier i urval[2]
- Statens Arbetsstipendium 1977 och 1980
- Västerbottens läns landstings kulturpris 1990 och 1994
- Norrlandsförbundets Olof Högberg-plakett 1991
- Västerbottens ABF-distrikts kulturstipendium
- Åsele kommuns kulturstipendium
- Dorotea kommuns kulturstipendium